# Marcel Rozan
Marcel Rozan (ur. 16 czerwca 1906 w Paryżu, zm. 25 listopada 1974 w Soissons) – francuski zapaśnik walczący w stylu wolnym. Olimpijczyk z Amsterdamu 1928, gdzie zajął siódme miejsce w wadze koguciej.

## Letnie Igrzyska Olimpijskie 1928
| Konkurencja      | Rundy eliminacyjne    | Klas. końcowa |
| Konkurencja      | 1/4                   | Miejsce       |
| ---------------- | --------------------- | ------------- |
| 56 kg styl wolny | Robert Hewitt (USA) P | 7.            |